# Joannik II (patriarcha Konstantynopola)
Joannik II z Lindos, gr. Ιωαννίκιος Β΄ ο Λίνδιος (zm. 1659 lub 1660) – ekumeniczny patriarcha Konstantynopola w okresie od 16 listopada 1646 do 28 października 1648, od czerwca 1651 do czerwca 1652, od kwietnia 1653 do marca 1654, od marca 1655 do lipca 1656.

## Życiorys
Pochodził z Lindos na wyspie Rodos. Patriarchą był łącznie cztery razy.